# Kamoz
Kamoz je bil zadnji faraon tebanske Sedemnajste dinastije, kio je vladal od okoli 1555 pr. n. št. do 1550 pr. n. št., * ni znano, † 1550 pr. n. št.
Kamoz je bil verjetno sin faraona Sekenenre Taa II. in kraljice Ahhotep I. in brat Ahmoza I., ustanovitelja Osemnajste dinastije. Vladal je kot zadnji vladar v drugem vmesnem obdobju Egipta. Pripisuje se mu tri leta vladanja (najvišje potrjeno leto  vladanja), vendar nekateri poznavalci menijo, da je vladal priblićno pet let.
Njegova vladavina je pomembna zaradi odločilne vojaške pobude proti Hiksom, ki so vladali na večini ozemlja Starega Egipta. Vojno s Hiksi je začel njegov oče in v njej izgubil življenje. Domneva se, da je po Kamozovi smrti pohode kot regentka nadaljevala nadaljevala njegova mati. Egipt je dokončno osvobodil in ponovno združil njegov brat Ahmoz I.

## Vojni pohodi

### Casus belli
Kamoz je bil zadnji vladar v nizu domorodnih tebanskih kraljev. Vladarji Sedemnajste dinastije so do Sekenenre Taa II. vladali v miru s sosednjim kraljestvom Hiksov. Tebanci so vladali od Elefantine na jugu do Kisa na severu. Kamoz je želel razširiti svojo oblast proti severu na celoten Spodnji Egipt, a je očitno naletel na veliko nasprotovanja svojih dvorjanov. Zdi se, da je tebanska aristokracija dosegla sožitje s poznimi vladarji Hiksov, dobila pravico do tranzita skozi Srednji in Spodnji Egipt pod nadzorom Hiksov ter pravico do paše v rodovitni Nilovi delti. Kamozejevi zapisi na Carnavonovi tablici povezujejo pomisleke kraljevega sveta z možnostjo vojne proti Hiksom:
"Glej,  zvesti so vsi do Kisa. V našem delu Egipta smo mirni. Elefantina [pri prvem kataraktu] je močna, srednji del [dežele] pa je za nas do Kisa. Moški obdelujejo za nas svojo najboljšo zemljo. Naši so pašniki za živino v Papirusovih močvirjih. Žito je poslano za naše prašiče. Naše živine ne odpeljejo ... On drži deželo Azijcev, mi držimo Egipt ... "
Kamozova predstavitev je bila morda propaganda, namenjena polepšanju njegovega ugleda, saj je bil v spopad s Hiksi vpleten že njegov predhodnik Sekenenre Tao, vendar je v bitki padel. Kamoz si je prizadeval s silo ponovno pridobiti tisto, kar je po pravici mislil, da je njegovo, in sicer združeno kraljestvo Spodnjega in Gornjega Egipta. Kralj je takole odgovoril svojemu svetu:
"Rad bi vedel, kaj služi moji moči, ko je en poglavar v Avarisu, drugi pa v Kušu,  jaz pa sedim med Azijcem in Nubijcem, ki imata vsak svoj košček Egipta, in ne morem mimo Azijca dlje kot do Memfisa ... Nihče se ne more umiriti, ko ga ogrožajo davki Azijcev. Boril se bom z njimi, da jim bom razparal trebuh! Moja želja je rešiti Egipt in premagati Azijce!"
Nobenega dokaza ni, da je Amonova duhovščina v Tebah podprla Kamoza v napadu na Hikse, ki so častili Seta. Motiv za osvoboditev severnega Egipta torej ni bila verski. Carnarvonova tablica sicer omenja, da je Kamoz šel na sever v napad na Hikse po Amonovem ukazu, vendar je takšna izjava skupna skoraj vsem kraljevim napisom v egipčanski zgodovini in je ne bi smeli razumeti kot poseben ukaz tega božanstva. Kamoz navaja, da je bil razlog za njegov napad na Hikse nacionalni ponos.

### Pohod na sever
Kamoz se je v tretjem letu svojega vladanja odpravil na vojaški pohod proti Hiksom. Po Nilu je  odblul proti seceru in najprej osvojil Nefruzi malo severno od Kisa. Večina pohoda je opisana tudi na Carnarvonovi tablici, ki se tukaj prekine. Zdi se, da je Kamoz zlahka zavzemal majhne vasi in izbrisal majhne hiksoške garnizije, mesto, ki se je preveč upiralo pa je kar preskočil in osvojil naslednjega, s čimer je prejšnjemu prekinil oskbovalno pot. Takšna taktika mu je omogočila zelo hitro napredovanje. Na steli, odkriti v Tebah, je opisan napad na Avaris. Ker stela ne omenja napada na Memfis in druga velika mesta na severu, se je dolgo časa domnevalo, da Avarisa sploh ni napadel, ampak ga je samo nameraval napasti. Kim Ryholt je pred kratkim trdil, da Kamoz verjetno nikoli ni prodrl dlje od Anpujskega ali Kinopolskega noma v  Srednjem Egiptu, v Spodnji Egipt pa sploh ne.
Na drugi Kamozovi steli je zapis, da so njegovi vojaki ujeli kurirja, poslanega v Kraljestvo Kuš protit za pomoč. Oddelek Kamozove vojske je zato takoj zasedel in uničil oazo Baharija v Zahodni puščavi, ki je nadzirala povezavo severa in juga. On sam je odplul na jug v Tebe, da bi proslavil svoje zmage. Nova meja med Sedemnajsto in Petnajsto dinastija se je prestavila proti severu v mesto Sako.

### Prva nubijska kampanja
Kamoz je že pred tretjim letom svojega vladanja vodil pohod proti Kušitom, ker je vladar Hiksov neposredno pozval svojega kušitskega kolega, naj napade njegovega tebanskega tekmeca in se maščuje za škodo, ki jo je Kamoz povzročil obema državama. Malo verjetno je, da je imel Kamoz dovolj sredstev, da bi hkrati premagal Kušite na jugu in nato v samo enem letu povzročil resen poraz Hiksom na severu na frontni črti, dolgi več sto kilometrov.

## Dolžina vladanja
Dokazano je samo tretje leto Kamozovega vladanja, ki je kazalo, da je tudi zadnje. Zdaj se lahko zanesljivo trdi, da je vladal leto ali dve dlje, ker je sprožil drugo kampanjo proti Nubijcem. Dokaz za njegovo prvo kampanjo proti Nubijcem je Apofisovo pismo kralju Kuša, v katerem ga prosi za pomoč. Dogodek se je zgodil v tretjem letu vladanja. Del  pisma je zapisan na steli:
"Ali vidite, kaj mi je Egipt naredil? Vladar, ki je v njem, Kamoz Pogumni, naj bu bo dano življenje, me napada na mojih tleh, čeprav ga nisem napadel, na enak način, kot je to storil proti tebi. Izbral je ti dve deželi, mojo in vašo, da jima prinese stisko, in ju opustoši."
Na dveh skalnih napisih, odkritih v Armini in Toški globoko v Nubiji, sta eno nad drugim napisani imeni in priimka Kamoza in Ahmoza I., kar kaže, da sta bila sovladarja. Ker je Kamozovo ime napisano prvo, je bil on verjetno starejši vladar, ki je na pohodu v Nubijo za svojega sovladarja imenoval Ahmoza I. Kampanja se je morala zgoditi v četrtem ali petem letu Kamozovega vladanja. Cilj kampanje je bila verjetno trdnjava Buhen, ki so jo zasedli Nubijci. 
Ryholt ocenjuje, da je Kamoz vladal od leta 1554 do 1549 pr. n. št., zadnje leto skupaj z Ahmozom I.
Donald Redford ugotavlja, da je bil Kamoz pokopan zelo skromno, v nepozlačeni krsti, v kateri ni bilo niti kraljevega urea.  To lahko pomeni, da je umrl, preden je dokončal svojo pogrebno opremo. Umrl je verjetno v vojni s svojimi sosedi Kušiti in Hiksi.

## Mumija
Kamozova mumija je omenjena na Abbottovem papirusu, na katerem je zapisnik sodne razprave proti roparjem grobnic med vladanjem Ramzesa XI. približno 400 let kasneje. Njegova grobnica naj bi bila takrat "v dobrem stanju". Jasno je, da je bila njegova mumija v nekem trenutku pozneje prenešena, saj so jo leta 1857 odkrili v Dra Abu el-Nagi, očitno namerno skrito v kupu kršja. Poslikano zunanjo krsto sta odkrila zgodnja egiptologa Auguste Mariette in Heinrich Brugsch in ugotovila, da je mumija v zelo slabem stanju. Z mumijo je bilo pokopano zlato in srebrno bodalo, amuleti, skarabej, bronasto ogledalo in pektoral v obliki kartuše z imenom njegovega naslednika in brata Ahmoza I. Mumija je ostala v Egiptu, medtem ko je bodalo zdaj v Bruslju, pektoral in ogledalo pa v Louvreu v Parizu. Faraonovo ime, napisano na krsti, so prepoznali šele petdeset let po njenem odkritju.

## Steli
Kamoz je v Tebah postavil dve steli, na katerih sta zaporedna opisa njegovih zmag  nad Hiksi. Zadnji del prve stele manjka. Del besedila s stel je tudi na Carnarvonovi tablici.

### Prepoznavanje
Alan Gardiner je že leta 1916 domneval, da je Prva Carnavonova tablica prepis spominske stele faraona Kamoza. Domnevo sta kasneje potrdila francoska egiptologa Lacau in Chévrier, ki sta v Karnaku odkrila fragmente obeh stel z izvirnim besedilom. Manjši fragment je bil najden leta 1932, večji pa leta 1935.  Besedili sta bili objavljeni leta 1939.

### Druga odkritja
Nedavno je bilo odkritih še nekaj Kamozovih napisov. Leta 2004 sta bila v Karnaku odkrita fragment napisa s Kamozovim imenom nebti (Dve gospe)  in tretja Kamozova stela. Leta 2008 je bil odkrit njegov napis v Armantu.